# Persoonia pinifolia
Persoonia pinifolia är en tvåhjärtbladig växtart som beskrevs av Robert Brown. Persoonia pinifolia ingår i släktet Persoonia och familjen Proteaceae. Inga underarter finns listade i Catalogue of Life.